# Оператор IRC-канала
Оператор IRC-канала (англ. IRC channel operator, обычно сокращается до оп) — пользователь, который модерирует IRC-канал в определённой IRC-сети. Они отвечают за изменение режимов канала, модерирование любой нежелательной активности. Не следует путать операторов IRC-канала с IRC-операторами, которые устанавливают и поддерживают правила всей сети, а не канала.
В большинстве случаев, эти пользователи при первом входе на канал автоматически получают статус оператора, и впоследствии считаются основателями канала, что даёт им дополнительные привилегии в сетях с ChanServ. Операторы канала также могут присваивать флаги voice (+v) и op (+o) другим пользователям на канале. В сетях без сервисов, злоупотребление при netsplit'е обычно позволяет получить статус оператора на определённых каналах.
На некоторых серверах существует статус halfop (+h). Эти пользователи имеют меньшие привилегии на канале, чем операторы. Они могут удалять пользователей с канала и устанавливать большую часть режимов канала. Кроме того, они могут присваивать статус voice (+v) всем пользователям, но не могут присваивать другим пользователям статус оператора или полуоператора. Эта возможность поддерживается такими сетями как IRCd, как UnrealIRCd и UltimateIRCd. Другие IRCd, такие как Bahamut и ircu, не поддерживают флаг полуоператора.
IRC-боты часто используются для автоматического присвоения статуса оператора некоторым пользователям при входе на канал. Это может помочь действиям по управлению каналом, которые обычно выполняют операторы (например удаление пользователей с канала или их бан за спам, флуд, или другие нарушения правил канала).
Во многих IRC-клиентах (включая mIRC и irssi), операторы и полуоператоры отображаются с помощью значка «@» или «%» перед ником пользователя, в списке пользователей на канале, и в окне чата.